# 弗拉基米尔·阿法纳西耶维奇·比留科夫
弗拉基米尔·阿法纳西耶维奇·比留科夫（羅馬化：Vladimir Afanas'yevich Biryukov；1933年10月19日—2021年1月6日）是俄罗斯政治人物，第一任堪察加州州长。
1998年10月，比留科夫拒绝接受总统鲍里斯·叶利钦颁发的荣誉勋章，称这样的荣誉“不合时宜”。然而，2000年12月，他接受了总统弗拉基米尔·普京授予的同一勋章。
2021年1月6日，比留科夫逝世，享年87岁。